# Пашаев, Парвин Фуад оглы
Парвин Фуад оглы Пашаев (азерб. Pərvin Fuad oğlu Paşayev; 29 августа 1988, Мингечаур, Азербайджанская ССР, СССР) — азербайджанский футболист, полузащитник.

## Клубная карьера
Защищал цвета клуба премьер-лиги Азербайджана — «Габала» из одноимённого города. В составе клуба выступал под № 22. До этого играл в команде «Нефтчи-2» (Баку).
С 2011 года играл за ФК «Кяпаз», в его составе провёл два сезона в высшем дивизионе и один — в первой лиге. Затем играл в первой лиге за «Ряван» и «Карадаг Локбатан».

## Сборная Азербайджана
Защищал цвета юношеских (U-17 и U-19) и молодёжной сборной Азербайджана по футболу.